# Nels H. Smith
Nels Hansen Smith, född 27 augusti 1884 i Gayville, South Dakota, död 5 juli 1976 i Spearfish, South Dakota, var en amerikansk politiker (republikan). Han var guvernör i delstaten Wyoming 1939–1943.
Smith utexaminerades 1904 från University of South Dakota och flyttade 1907 till Wyoming. Han efterträdde 1939 Leslie A. Miller som guvernör. Han ställde upp för omval i guvernörsvalet 1942 men besegrades av utmanaren Lester C. Hunt.